# Льотний посібник

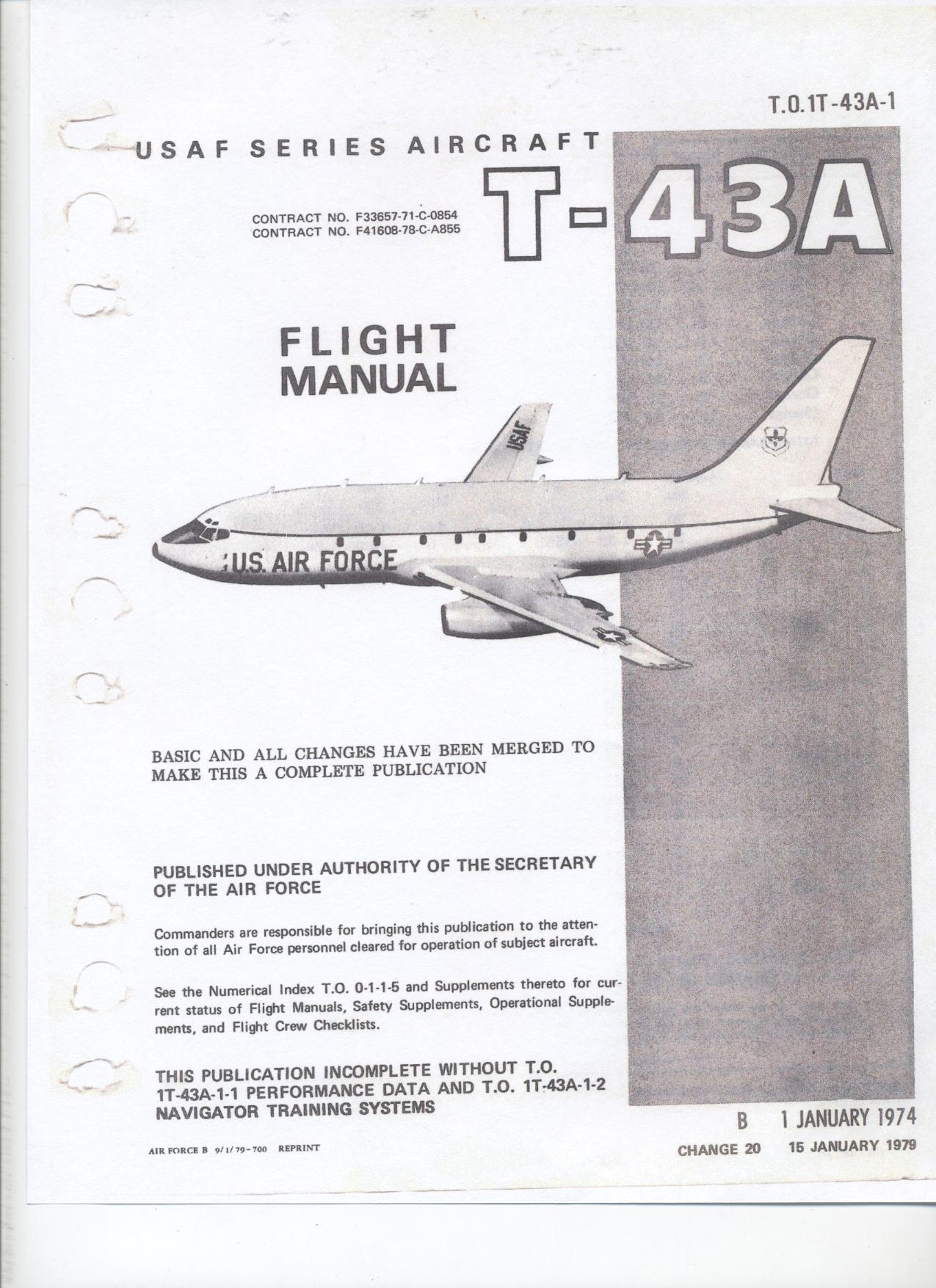
Титульний лист льотного посібника літака Boeing T-43A

Льотний посібник (ЛП, раніше називався посібник з льотної експлуатації або ПЛЕ) — експлуатаційний конструкторський документ, паперова книга або електронний інформаційний набір даних, що містить відомості, необхідні для виконання польоту на певному типі повітряного судна (ПС) або конкретному екземплярі ПС даного типу. Містить набір вказівок щодо мінімальної та максимальної швидкості для різних етапів польоту, допустимих кутах атаки, обмеження при зльоті та посадці, відомості про пристрій, призначення та роботу бортових систем ПС тощо.

## Призначення
Як частина експлуатаційної документації ЛР підлягає сертифікації разом із типовою конструкцією цивільного ЗС. Згодом, на основі ЛР для магістральних ПС їх експлуатант формує посібник з льотної експлуатації ЗС для екіпажу — інструктивний документ, прийнятний для держави експлуатанта та містить порядок дій у звичайній, особливій та аварійній ситуаціях, контрольні карти, обмеження, інформацію про льотно-технічні характеристики та відомості про системи ПС, а також інші матеріали, пов'язані з експлуатацією ПС. Це керівництво входить до складу ширшого документа — посібника з виробництва польотів даного експлуатанта.
Крім того, вказівки та обмеження ЛР використовують для підготовки збірки QRH.

## Зміст посібника
Структура льотного посібника сучасного магістрального літака передбачає такі великі розділи:
- Розділ 0 — Вступ
- розділ 1 — Обмеження
- Розділ 2 — Аварійні процедури
- Розділ 3 — Особливі процедури
- Розділ 4 — Нормальні експлуатаційні процедури
- Розділ 5 — Льотні дані
- додатки та доповнення

Раніше в СРСР у подібні документи (звані тоді РЛЕ) було прийнято включати ширше коло відомостей через те, що передбачалося однакове виконання польотів безпосередньо по РЛЕ всіма власниками ЗС цього типу. Нижче приклад наведено склад РЛЕ літака Ан-2 (випуску 1984 року):
- глава 1 — Загальні відомості (розміри, маси, відомості про двигун і повітряний гвинт, основні характеристики)
- глава 2 — Літні обмеження та мінімальний склад льотного екіпажу
- розділ 3 — Підготовка до польоту
- розділ 4 — Виконання польоту
- розділ 5 — Особливі випадки польоту
- глава 6 — Особливості експлуатації літака Ан-2В (на шасі поплавця)
- глава 7 — Особливості льотної експлуатації літака Ан-2В у сільськогосподарському варіанті
- глава 8 — Особливості польотів при високих та низьких температурах повітря
- глава 9 — Експлуатація систем та обладнання (вказівки щодо роботи з бортовими системами)
- Додаток 1 — Обслуговування літака екіпажем при короткочасній стоянці в аеропортах, де немає технічного складу
- додаток 2 — Карта контрольної перевірки літака Ан-2 екіпажем
- додаток 3 — Перелік допустимих відмов та несправностей літака Ан-2, з якими дозволяється завершувати рейс до найближчого аеродрому або аеродрому базування